# Suha (Syria)
Suha (arab. سوحا) – miejscowość w Syrii, w muhafazie Hama. W 2004 roku liczyła 2232 mieszkańców.